# 三重県道510号大淀港斎明線
三重県道510号大淀港斎明線（みえけんどう510ごう おおよどこうさいめいせん）は、三重県多気郡明和町を通る一般県道である。

## 概要
多気郡明和町大字大淀から多気郡明和町大字斎宮に至る。
路線名の「斎明」は1955年（昭和30年）から1958年（昭和33年）まで存在した「斎明村」（斎宮村と明星村の合併で誕生、現・明和町）に由来する。また斎明は「斉」明と異体字で記されることもある。大淀港のある明和町「大淀」は、現在は通常「おいず」と読むが、地名の由来とされる『倭姫命世記』では「おおよど」であり、郵便番号辞書などのふりがなは「おおよど」とされる。

### 路線データ
- 起点：多気郡明和町大字大淀（大淀港）
- 終点：多気郡明和町大字斎宮（勝見交差点、三重県道428号伊勢小俣松阪線交点）
- 総延長：7,668 m

## 歴史
- 1959年（昭和34年）1月25日 - 路線認定[1]。
- 2024年（令和6年）3月29日 - 三重県告示第247号により、大淀東交差点から終点の経路が変更される[3]。

## 路線状況

### 重複区間
- 三重県道60号伊勢松阪線（多気郡明和町大字大淀・大淀東交差点 - 多気郡明和町大字行部）

### 道路施設

#### 橋梁
- 根倉橋（笹笛川、多気郡明和町、三重県道60号伊勢松阪線重複区間内）

## 地理

### 通過する自治体
- 三重県
  - 多気郡明和町

### 交差する道路
| 交差する道路                        | 交差する場所 | 交差する場所      |
| ----------------------------------- | ------------ | ----------------- |
| 三重県道60号伊勢松阪線 重複区間起点 | 大字大淀     | 大淀東交差点      |
| 三重県道705号大淀東黒部松阪線       | 大字山大淀   | 笹笛橋東交差点    |
| 三重県道60号伊勢松阪線 重複区間終点 | 大字行部     |                   |
| 国道23号                            | 大字行部     | 行部2交差点       |
| 三重県道428号伊勢小俣松阪線         | 大字斎宮     | 勝見交差点 / 終点 |

### 交差する鉄道
- 近鉄山田線

### 沿線
- 明和町立大淀小学校
- 大淀港
- 大淀郵便局
- 三重ハートセンター - 循環器疾病専門治療施設
- 明和工業団地
- 明和町役場